# Deinbollia
Deinbollia es un género con 59 especies de arbustos perteneciente a la familia Sapindaceae. 

## Especies seleccionadas
- Deinbollia acuminata
- Deinbollia adusta
- Deinbollia albidokermesina
- Deinbollia angustifolia
- Deinbollia boinensis
- Deinbollia borbonica